# Cuauhtémoc, Tamaulipas
Cuauhtémoc är en ort i Mexiko.   Den ligger i kommunen Altamira och delstaten Tamaulipas, i den östra delen av landet, 400 km norr om huvudstaden Mexico City. Cuauhtémoc ligger 16 meter över havet och antalet invånare är 5 924.
Terrängen runt Cuauhtémoc är platt. Runt Cuauhtémoc är det ganska tätbefolkat, med 104 invånare per kvadratkilometer. Cuauhtémoc är det största samhället i trakten. Trakten runt Cuauhtémoc består till största delen av jordbruksmark.